# Tetley
Тетли (англ. Tetley) — чайный бренд, который насчитывает более 60 видов чая и продаётся в 40 странах мира. Компания Tetley Group является подразделением Tata Tea Limited, входящей в Tata Group, и вторым в мире производителем и дистрибьютором чая.

## История
В 1856 году Джозеф Тетли и Джозеф Экленд основали компанию «Joseph Tetley & Company, Wholesale Tea Dealers».
В 1953 году в Англии появился пакетированный чай. Впервые его представила компания Tetley.
В 1989 году компания Tetley внедрила круглый чайный пакетик с перфорированными отверстиями.
В 1994 году компания Tetley разработала чайный пакетик со стягивающей верёвочкой (англ. drawstring).